# WhoMadeWho
WhoMadeWho er en eksperimental pop-trio fra København, Danmark. Gruppen blev dannet i 2003, og består af sanger/guitarist Jeppe Kjellberg, trommeslager/producer Tomas Barfod (også kendt fra house-duoen Filur), og sanger/bassist Tomas Høffding. WhoMadeWho har udgivet fem fuldlængde studiealbums, samt en række singler og EP’er.

## Diskografi
Udgivelser
- 2004: Happy Girl 12”
- 2004: Two Covers For Your Party 12”
- 2005: The Loop 12”
- 2005: WhoMadeWho CD/2LP
- 2005: Space for Rent (Dirt Crew Remix) 12”
- 2005: Space for Rent (The Rapture Remix) 12”
- 2006: Out the Door (Superdiscount Remix) 12”
- 2006: Out the Door (In Flagranti Remix) 12”
- 2006: Green Version CD
- 2008: TV Friend 12”
- 2009: The Plot CD/LP
- 2009: The Plot / The Train 7”
- 2009: The Plot Remixes Part 1 12”
- 2009: The Plot Remixes Part 2 12”
- 2009: Keep Me in My Plane Remixes 12”
- 2009: Keep Me in My Plane Remixes 2 12”
- 2009: The Remix Collection – digital compilation
- 2011: Knee Deep CD/LP
- 2012: Brighter CD/2LP
- 2014: Dreams CD/2LP
- 2018: Through the Walls

Remixet af
- Lützenkirchen "The Plot"
- The Mole "The Plot"
- Discodeine "The Plot"
- Hot Chip "TV Friend"
- Tomski & Fredboy "TV Friend"
- DJ Koze "Keep Me In My Plane"
- The Rapture "Space For Rent"
- Dirt Crew "Space For Rent"
- Superdiscount "Out The Door"
- In Flangranti "Out The Door"
- Noze "The Plot"
- Josh Homme "Space For Rent" (cover version)

Remixes
- Hot Chip "Don´t Dance" (cover version)
- Chicks On Speed "Super Surfer Girl"
- Digitalism "Idealism"
- New Young Pony Club "Get Lucky"
- Peaches "Boys Wanna Be Her"
- Mainline "Black Honey"
- Munk "Kick Out The Chairs"
- Namosh "The Pulse"
- Tahiti 80 "Big Day"
- Munk "Live Fast! Die Old!"